# Velocidad de corte
La velocidad de corte {\displaystyle V_{c}} es un término utilizado en la tecnología de fabricación que representa la velocidad instantánea relativa con la que una herramienta (en máquinas tales como máquinas de fresado, máquinas de escariar, tornos) se enfrenta el material para ser eliminado, es decir, la velocidad del filo activo de la herramienta de corte con respecto del material a trabajar.
Se calcula mediante la siguiente fórmula:
{\displaystyle V_{c}\left(\mathrm {m \over min} \right)\ =\ {\frac {n\ \mathrm {({min}^{-1})} \ \times \ \pi \times \ \mathrm {D_{c}(mm)} }{1000\left({{\text{mm}} \over {\text{m}}}\right)}}}
Donde Vc es la velocidad de corte, n es la velocidad de rotación de la herramienta en revoluciones por minuto y Dc es el diámetro de la herramienta.
En una fresadora o herramienta giratoria, la velocidad de corte es la velocidad tangencial de la periferia de la herramienta en el mismo sentido que el giro y esta permanece constante a revoluciones constantes. En cambio, en un torno la velocidad de corte es la velocidad tangencial de la periferia de la pieza giratoria en sentido contrario al giro y esta disminuye a medida que la herramienta penetra en la pieza que gira a revoluciones constantes.

## Velocidad de corte en función de los materiales
La velocidad de corte está tabulada, y estos valores se basan en la vida de la herramienta. La herramienta debe ser capaz de arrancar material durante un mínimo de 15 minutos de trabajo.

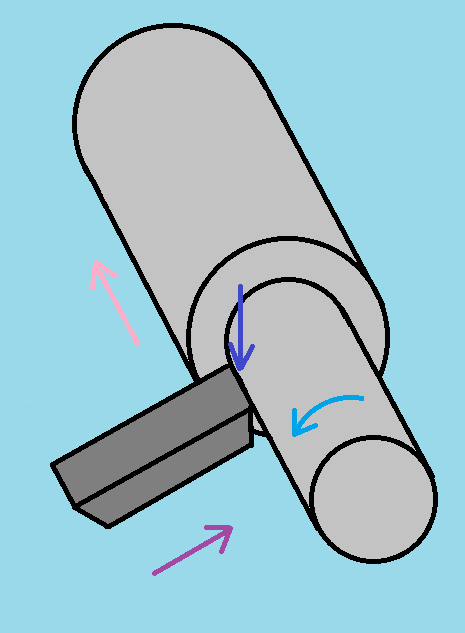
Movimientos de mecanizado de torno. La velocidad de corte sería la flecha azul oscura en sentido contrario al mostrado.

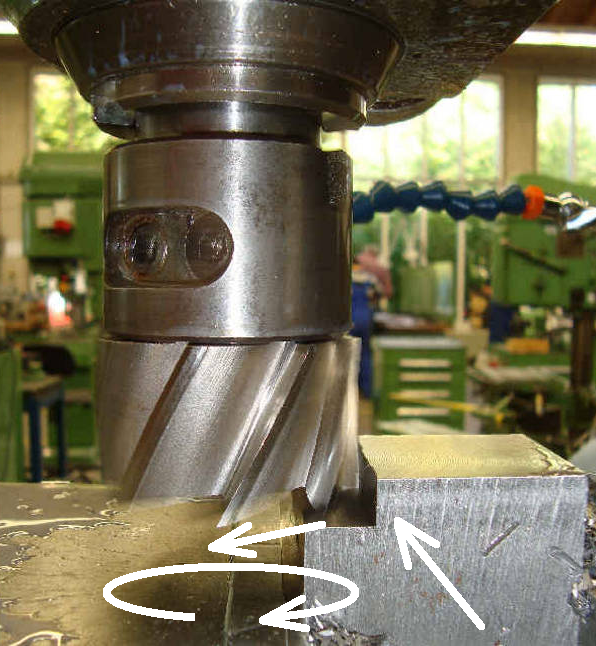
Movimientos de mecanizado de una fresa de tres dimensiones

La velocidad de corte es una función tanto del material de pieza de trabajo y material de la herramienta. En general, la velocidad de corte se tabula como una función de la dureza del material. Existe un método llamado  "Par herramienta material" para determinar la velocidad de corte correcta para el mecanizado del material. La velocidad de corte es mayor cuando hay lubricación respecto a "seco". Los materiales duros se cortan a baja velocidad, mientras que los dúctiles se cortan a alta velocidad. Esto debido a que los materiales dúctiles y con alta fricción son propensos a producir un filo recrecido. Este fenómeno conduce a una variación en el ángulo de inclinación del filo de corte y, por lo tanto, una fuerte pérdida de eficacia de la acción de corte. Este fenómeno se reduce, hasta su casi eliminación, al aumentar la velocidad de corte. De este modo aumenta la velocidad de la deformación del material que se está trabajando y el mismo tiende a alejarse del estado pastoso. En consecuencia, puede formar una viruta similar a la de los metales duros, que no se mezcla con la herramienta.
Es una velocidad periférica o tangencial, que produce el arranque de la viruta del material a mecanizar
en la forma más favorable, cuando la herramienta gira.
La Vc se mide en metros/minuto, está tabulada en Catálogos y libros específicos y depende
fundamentalmente de :
1) Material y dureza (ó Resistencia) de la pieza.
2) Material y dureza de la herramienta (generalmente Acero rápido o metal duro)
| Material a mecanizar | Herramienta de acero rápido | Herramienta de carburo | Mecanizado a gran velocidad |
| -------------------- | --------------------------- | ---------------------- | --------------------------- |
| Acero (resistente)   | 15 - 18                     | 60 - 70                | -                           |
| Acero dulce          | 30 - 38                     | 110 - 140              | -                           |
| Fundición (media)    | 18 - 24                     | 70 - 85                | -                           |
| Bronce               | 24-45                       | -                      | -                           |
| Latón (recuit)       | 45 - 60                     | -                      | -                           |
| Aluminio             | 75 - 400                    | 150 - 1000             | 2000                        |
| Titanio              | 30                          | 60 - 70                | -                           |